# Savières
Savières település Franciaországban, Aube megyében. Lakosainak száma 1075 fő (2022. január 1.). Savières Chauchigny, Fontaine-les-Grès, Le Pavillon-Sainte-Julie, Payns, Rilly-Sainte-Syre, Saint-Mesmin és Villacerf községekkel határos.

## Népesség
A település népessége az elmúlt években az alábbi módon változott:
| Lakosok száma | 619  | 707  | 941  | 895  | 1042 | 1018 | 1005 | 999  | 1025 | 1075 |
|               | 1968 | 1982 | 1990 | 2006 | 2013 | 2015 | 2017 | 2019 | 2020 | 2022 |